# Celia Cruz
Úrsula Hilaria Celia Caridad Cruz Alfonso (Havana, 21. listopada 1925. – Fort Lee, 16. srpnja 2003.), kubansko-američka pjevačica i glumica, najpopularnija i s dvadeset i tri zlatna albuma najprodavanija latinskoamerička pjevačica 20. stoljeća poznata pod nadimcima Kraljica salse i Kraljica latinoameričke glazbe. Za svoj glazbeno-umjetnički rad nagrađena je sa sedam Grammya, između ostaloga i onim za životno djelo, a američki predsjednik Bill Clinton odlikovao ju je Nacionalnim odličjem za umjetnost. Ugledni glazbeni časopis Billboard prozvao ju je najutjecajnijom pjevačicom u povijesti kubanske i latinoameričke glazbe.
Iako je završila Učiteljsku školu u rodnoj Havani, odmalena se bavila pjevanjem proučavajući narodnu kubansku crnačku glazbu i posjećujući kabarete. Petnaest godina bila je glavni vokal sastava Sonora Matancera, ikone kubanske i latinoameričke plesne ulične glazbe, s kojima je snimila najveće uspješnice sastava te nastupala diljem Južne Amerike. Dolaskom Fidela Castra na vlast, članovi sastava protjerani su u Meksiko, odakle Celia sa suprugom odlazi u Sjedinjene Države gdje započinje samostalnu karijeru. Ubrzo je održala i samostalni koncert u uglednom Carnegie Hallu u New Yorku. Snimila je i album s poznatim dominikanskim pjevačem, Johnyjem Pechecom, nakon čega stječe još veću popularnost.
Glumila je u nekoliko meksičkih i latinoameričkih telenovela te u američkom glazbenom filmu Kraljevi mamba. Umrla je 2003. od raka mozga u New Jerseyu. Njezino ime nosi srednja glazbena škola u Bronxu i gradski park u Union Cityu, a Pošta SAD-a izdala je 2011. godine poštansku marku s njezinim likom. U Nacionalnom muzeju američke povijesti među izlošcima stalnog postava nalazi se i njezin fotografski portret. Primljena je u Billboardovu Kuću slavnih latinoameričkih glazbenih umjetnika i Kuću slavnih New Jerseyja. Kao protivnica kubanskog komunističkog režima, koji joj je zabranio povratak u zemlju, većinu života provela je u Sjedinjenim Državama dugo vremena bivajući nepoznata u vlastitoj domovini. Televizijska kuća Telemundo snimila je dokumentarnu dramu Celia o njezinom životu i djelovanju u osamdeset nastavaka, premijerno prikazivanu tijekom 2015. godine.

## Vanjske poveznice
- Celia Cruz u internetskoj bazi filmova IMDb-a
- Diskografija na Discogs
- Bibliografija na World Cat Identities